# Šentpavel na Dolenjskem
Šentpavel na Dolenjskem – wieś w Słowenii, w gminie Ivančna Gorica. W 2018 roku liczyła 139 mieszkańców.